# Doutrina Erie
A doutrina Erie é uma doutrina legal fundamental de processo civil nos Estados Unidos que exige que um tribunal federal seja chamado para resolver uma disputa que não envolva diretamente uma questão federal, normalmente, quando se trata de um caso de "jurisdição de diversidade" (Diversity jurisdiction, em inglês), mas também quando aplica jurisdição suplementar a reivindicações factualmente relacionado a questão federal ou em processo contencioso de falência deve aplicar o direito substantivo ou direito material estadual.
A doutrina decorre da decisão histórica da Suprema Corte em Erie Railroad Co. v. Tompkins (1938). O caso anulou a decisão de outro caso (Swift v.Tyson), que permitia que juízes federais de um estado ignorassem as decisões locais de direito comum de outros tribunais estaduais no mesmo estado, em ações de "jurisdição de diversidade" (Diversity jurisdiction), ou seja, tornou necessário aos juízes federais a observação de casos decididos na chamada justiça estadual dos Estados Unidos.
Na lei dos Estados Unidos, a "jurisdição de diversidade" é uma forma de jurisdição temática que dá aos tribunais federais dos Estados Unidos o poder de julgar ações que não envolvem uma questão federal, ou seja, que dá a esses tribunais poder para julgar ações que normalmente não lhe caberiam julgar.

## Alcance
Existem dois objetivos principais da decisão de Erie:
(1) desencorajar o chamado "forum shopping" entre os litigantes, ou seja, evitar que as partes busquem por recurso a um Tribunal específico de forma voluntária, pois sabem que a referida decisão daquele tribunal irá lhe favorecer. Portanto, a decisão Erie buscou uniformizar a jurisprudência entre as cortes estaduais e federais dos Estados Unidos.
(2) Evitar a aplicação desigual das leis. Em termos gerais, o segundo objetivo às vezes é chamado de "uniformidade vertical" e está enraizado na ideia de que, em um determinado estado, o resultado do litígio não deve ser muito diferente apenas porque um litigante apresentou uma reclamação em um tribunal estadual em vez de um tribunal federal ou vice-versa.
A doutrina Erie hoje se aplica independentemente de como o tribunal federal pode ouvir uma reclamação estadual. Se um tribunal federal encontrar uma questão de lei estadual nos casos em que possa julgar fora de sua competência (a chamada "jurisdição de diversidade"), jurisdição suplementar ou jurisdição de falência, o tribunal federal deve aplicar a lei comum estadual ao decidir questões de lei estadual.
Com efeito, quando a Constituição dos EUA não prevê determinada matéria e o Congresso não legisla (ou não pode legislar) sobre um assunto, então as leis dos estados necessariamente tem primazia sobre a federa e as regras feitas pelos juízes estaduais são igualmente obrigatórias para os tribunais federais como estatutos estaduais.
O tribunal federal deve determinar se 1) a lei estadual é clara quanto ao caso em controvérsia, ou 2) se não, então o mais alto tribunal do estado decidiu especificamente sobre um caso semelhante. Nesse caso, a lei estadual ou a decisão judicial devem ser seguidas. Mas se não, então o tribunal federal deve determinar como o mais alto tribunal do estado potencialmente decidiria sobre um assunto: por exemplo, pode recorrer aos tribunais estaduais de apelação para ver como eles decidiram, e se o estado optar por não receber mais recursos, o tribunal federal poderá determinar que o tribunal superior concorde com os tribunais de apelação. A determinação é chamada de "suposição de Erie", embora o termo "adivinhação" seja um equívoco, pois o tribunal federal deve fazer uma motivação fundamentada em sua decisão.
Alternativamente, porém, o tribunal pode optar por "certificar" (enviar) a questão ao mais alto tribunal do estado para uma decisão sobre a lei estadual sobre o assunto. Alguns estados, no entanto, não permitem que os Tribunais Distritais Federais "certifiquem" questões (enviem a matéria para o tribunal superior do estado), mas, apenas que enviem ao Supremo Tribunal Federal ou os Tribunais Regionais Federais.